# Canadian Caper

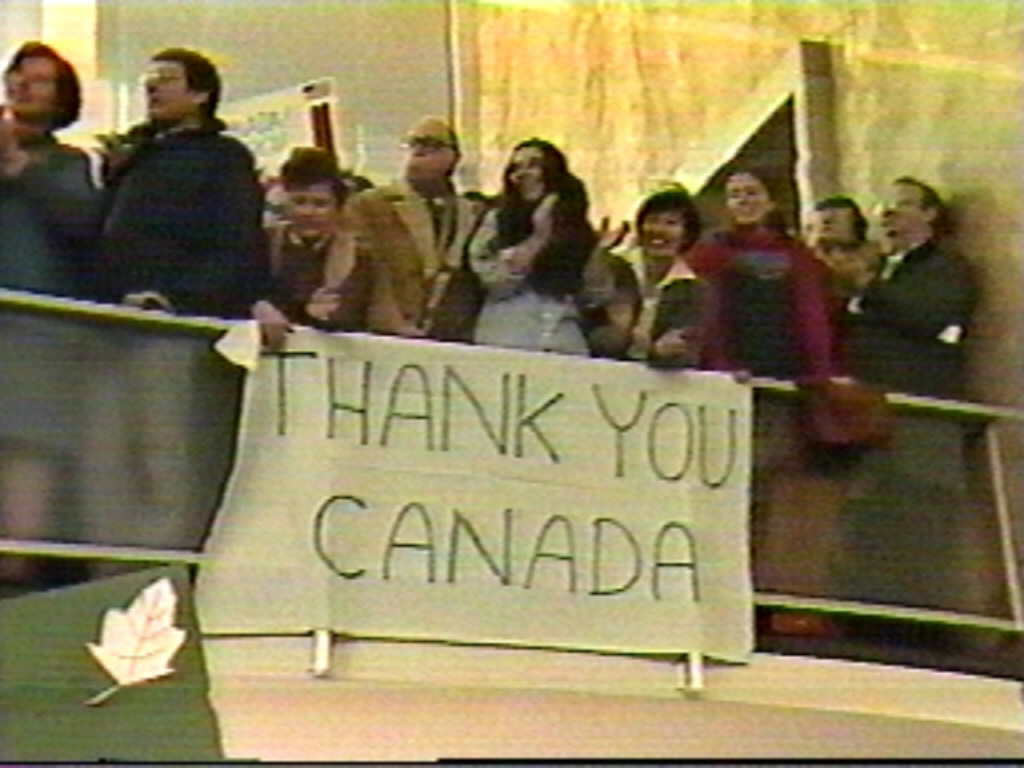
Amerikaner bedanken sich für die durch Kanada unterstützte Rettung von US-Diplomaten während der Geiselnahme von Teheran.

Canadian Caper (deutsch: kanadischer Streich) war die Bezeichnung für die geheime Rettungsaktion von sechs amerikanischen Diplomaten während der Geiselnahme von Teheran durch Kanada und die CIA.

## Flucht
Im Zuge der Islamischen Revolution im Iran stürmten am 4. November 1979 rund 400 Iraner die amerikanische Botschaft in Teheran und nahmen die 66 anwesenden Amerikaner als Geiseln. Sie forderten die Auslieferung des in einem New Yorker Krankenhaus befindlichen früheren Schah Mohammad Reza Pahlavi. Die Vereinigten Staaten lehnten dies jedoch ab.
Die sechs Diplomaten Robert Anders, Cora Lijek, Mark Lijek, Joseph Stafford, Kathleen Stafford und Henry Schatz befanden sich während der der Stürmung vorausgehenden Proteste im Konsulat, einem Nebengebäude der US-Vertretung. Ihnen gelang kurz vor Beginn der Geiselnahme, ebenso wie einer Gruppe um US-Konsul Richard Morefield, die Flucht in die Teheraner Innenstadt. Ziel war die britische Vertretung. Während die Gruppe mit Morefield kurze Zeit später aufgegriffen und zurückgebracht wurde, schaffte es die andere zur britischen Botschaft. Da hier jedoch ebenfalls Proteste tobten, begab sie sich zur in der Nähe gelegenen Unterkunft von Robert Anders. Damit begann eine sechstägige Irrfahrt, bei welcher die Gruppe mehrmals den Standort wechselte und dabei auch die Unterkünfte gefangener Botschaftsangehöriger nutzte. Sie wurde während dieser Zeit vom thailändischen Koch Somchai Sriweawnetr, der zuvor ebenfalls in der amerikanischen Botschaft gearbeitet hatte, mit Nahrungsmitteln versorgt.

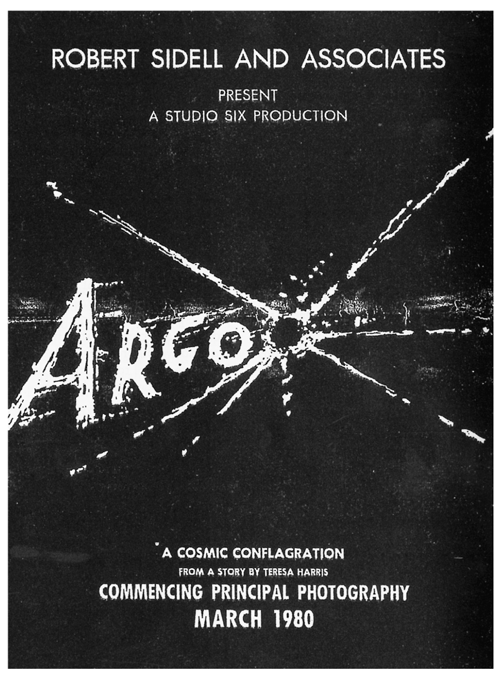
Von der CIA als Teil der Legende erstelltes Filmplakat

Schließlich kontaktierte Robert Anders seinen Freund John Sheardown, einen kanadischen Beamten. Dieser lud die Flüchtlinge zu sich nach Hause ein. Als die Amerikaner dieses Angebot am 10. November 1979 annahmen, trafen sie auch auf den kanadischen Botschafter Kenneth D. Taylor. Taylor erklärte sich bereit, das Ehepaar Stafford in seinem Privathaus unterzubringen. Der Rest blieb bei John Sheardown und seiner Frau Zena. Auch Henry Schatz, der sich zuvor in eine schwedische Diplomateneinrichtung abgesetzt hatte, stieß zu den Sheardowns. Schließlich sammelte sich jedoch die gesamte Gruppe auf dem Anwesen des kanadischen Botschafters.
Dieser bat den kanadischen Premierminister Joe Clark um Unterstützung bei der Rettung der gefährdeten Amerikaner. Clark sagte zu. Die geflüchtete Gruppe wurde per Diplomatenpost mit kanadischen Reisepässen sowie durch die CIA gefälschten iranischen Visa ausgestattet. Mit der Organisation der Flucht beauftragte der amerikanische Geheimdienst Tony Mendez, einen Experten für verdeckte Missionen und Rettungsoperationen. Mendez kam auf die Idee, die Gruppe als Filmteam auf der Suche nach geeigneten Drehorten für eine Science-Fiction-Produktion auszugeben. Als Filmtitel wählte man Argo, das Skript basierte angeblich auf dem Buch Lord of Light (deutscher Titel Herr des Lichts) von Roger Zelazny. Um die Glaubwürdigkeit des vorgetäuschten Filmprojekts zu erhöhen, wurde mit Hilfe des Maskenbildners John Chambers in Los Angeles eigens ein Büro der angeblichen Produktionsfirma „Studio Six“ eingerichtet. Auch Werbeanzeigen wurden geschaltet.
In der Isolation vertrieben sich die untergetauchten Amerikaner die Zeit mit Kartenspielen oder Scrabble. Botschafter Taylor täuschte derweil durch Botengänge Geschäftigkeit vor und ließ unnötiges Personal ausfliegen.

## Rettung
Am 27. Januar 1980 machten sich die US-Bürger verkleidet auf den Weg zum Mehrabad International Airport, bestiegen mit den kanadischen Pässen Flug 363 der Swissair nach Zürich und kamen dort sicher an, wo sie von der CIA empfangen wurden. Die kanadische Botschaft wurde am selben Tag geschlossen, Ken Taylor und das verbliebene Personal verließen anschließend ebenfalls den Iran.
Bei den sechs geretteten US-Diplomaten handelte es sich um:
- Robert Anders, 54 – Konsulats-Beamter
- Mark J. Lijek, 29 – Konsulats-Beamter
- Cora A. Lijek, 25 – Konsulats-Assistentin
- Henry L. Schatz, 31 – Landwirtschafts-Attaché
- Joseph D. Stafford, 29 – Konsulats-Beamter
- Kathleen F. Stafford, 28 – Konsulats-Assistentin

Taylor und Sheardown, ihren Frauen Patricia Taylor und Zena Sheardown sowie den Botschaftsmitarbeitern Mary Catherine O’Flaherty, Roger Lucy und Laverna Dollimore wurde nach geglückter Rettung der Order of Canada, Kanadas höchste Auszeichnung für Zivilpersonen, verliehen. Taylor wurde darüber hinaus vom US-Kongress mit der Congressional Gold Medal ausgezeichnet. Die Beteiligung der CIA wurde erst zu ihrem 50. Jubiläum 1997 bekanntgegeben.
Für seine Beihilfe zur Rettung der sechs Amerikaner aus Teheran verlieh die CIA Tony Mendez im Jahr 1980 die Auszeichnung „Intelligence Star of Valor“ (deutsch: Geheimdienst-Stern für Tapferkeit), die zweithöchste Auszeichnung der CIA, sowie die „Intelligence Medal of Merit“ (deutsch: Geheimdienst-Verdienstmedaille). Im Jahr 1997 wurde Mendez als einer von 50 ausgewählten ehemaligen und aktuellen Mitarbeitern der CIA mit der „Trailblazer Medallion“ (deutsch: Wegbereiter-Medaille) ausgezeichnet. Laut Ex-Präsident Jimmy Carter gehört Mendez zu den 50 wichtigsten Agenten in der Geschichte der CIA.

## Filmische Adaptionen
1981 erschien Lamont Johnsons Film Escape from Iran: The Canadian Caper. Kenneth D. Taylor und John Sheardown wurden darin von Gordon Pinsent und Chris Wiggins gespielt. 2012 erschien der Thriller Argo, Regie führte Ben Affleck, der auch die Rolle des Tony Mendez übernahm. Er wurde für den Oscar 2013 in sieben Kategorien nominiert und gewann die Preise für den Besten Film, das Beste adaptierte Drehbuch und den Besten Schnitt.

## Vergleichbare Aktionen
Die Operation Eagle Claw ist der gescheiterte Versuch, die Geiselnahme von Teheran militärisch zu lösen. In der privaten Operation HOTFOOT, die im Thriller Auf den Schwingen des Adlers beschrieben wird, gelang es, zwei in Teheran inhaftierte Mitarbeiter der EDS zu befreien.